# Murray Wilson
Murray Wilson (né le 7 novembre 1951 à Toronto, dans la province de l'Ontario, au Canada) est un joueur de hockey sur glace professionnel canadien. Il a joué dans la Ligue nationale de hockey de 1972 à 1979.
En carrière, il a remporté la Coupe Stanley de la LNH à quatre reprises avec les Canadiens de Montréal. Il est le frère du directeur général des Sharks de San José, Doug Wilson.

## Statistiques
Pour les significations des abréviations, voir Statistiques du hockey sur glace.
| Saison    | Équipe                          | Ligue |    | Saison régulière | Saison régulière | Saison régulière | Saison régulière | Saison régulière |    | Séries éliminatoires | Séries éliminatoires | Séries éliminatoires | Séries éliminatoires | Séries éliminatoires |
| Saison    | Équipe                          | Ligue | PJ | B                | A                | Pts              | Pun              | PJ               | B  | A                    | Pts                  | Pun                  |                      |                      |
| 1967-1968 | 67 d'Ottawa                     | AHO   | 24 | 7                | 11               | 18               | 8                | --               | -- | --                   | --                   | --                   |                      |                      |
| 1968-1969 | 67 d’Ottawa                     | AHO   | 46 | 24               | 26               | 50               | 48               | --               | -- | --                   | --                   | --                   |                      |                      |
| 1969-1970 | 67 d’Ottawa                     | AHO   | 52 | 22               | 24               | 46               | 53               | --               | -- | --                   | --                   | --                   |                      |                      |
| 1970-1971 | 67 d’Ottawa                     | AHO   | 44 | 26               | 32               | 58               | --               | --               | -- | --                   | --                   | --                   |                      |                      |
| 1971-1972 | Voyageurs de la Nouvelle-Écosse | LAH   | 65 | 11               | 21               | 32               | 30               | 15               | 2  | 7                    | 9                    | 17                   |                      |                      |
| 1972-1973 | Canadiens de Montréal           | LNH   | 52 | 18               | 9                | 27               | 16               | 16               | 2  | 4                    | 6                    | 6                    |                      |                      |
| 1973-1974 | Canadiens de Montréal           | LNH   | 72 | 17               | 14               | 31               | 26               | 5                | 1  | 0                    | 1                    | 2                    |                      |                      |
| 1974-1975 | Canadiens de Montréal           | LNH   | 73 | 24               | 18               | 42               | 44               | 5                | 0  | 3                    | 3                    | 4                    |                      |                      |
| 1975-1976 | Canadiens de Montréal           | LNH   | 59 | 11               | 24               | 35               | 36               | 12               | 1  | 1                    | 2                    | 6                    |                      |                      |
| 1976-1977 | Canadiens de Montréal           | LNH   | 60 | 13               | 14               | 27               | 26               | 14               | 1  | 6                    | 7                    | 14                   |                      |                      |
| 1977-1978 | Canadiens de Montréal           | LNH   | 12 | 0                | 1                | 1                | 0                | --               | -- | --                   | --                   | --                   |                      |                      |
| 1978-1979 | Kings de Los Angeles            | LNH   | 58 | 11               | 15               | 26               | 14               | 1                | 0  | 0                    | 0                    | 0                    |                      |                      |